# لاندوفر هيلز (ماريلاند)
لاندوفر هيلز (بالإنجليزية: Landover Hills, Maryland)‏ هي بلدة تقع بولاية ماريلاند في الولايات المتحدة. تبلغ مساحتها 0.78 (كم²)، وترتفع عن سطح البحر 50 م، بلغ عدد سكانها 1687 نسمة في عام 2010 حسب إحصاء مكتب تعداد الولايات المتحدة وتصل الكثافة السكانية فيها 2171.2 نسمة/كم2.

## التركيبة السكانية
قام مكتب تعداد الولايات المتحدة بتحديد بيانات التركيبة السكانية للاندوفر هيلز في تعداد الولايات المتحدة. في ما يلي، التركيبة السكانية حسب تعدادي 2000 و2010.

### تعداد عام 2000
بلغ عدد سكان لاندفول 700 نسمة بحسب تعداد عام 2000، وبلغ عدد الأسر 292 أسرة وعدد العائلات 167 عائلة مقيمة في المدينة.
وتوزع التركيب العرقي للمدينة بنسبة 89.86% من البيض و 2.29% من الأمريكيين الأصليين و 1.71% من الأمريكيين ذوي الأصول الآسيوية و 0.14% من سكان جزر المحيط الهادئ و 0.43% من الأمريكيين الأفارقة و 4.29% من عرقين مختلطين أو أكثر.
بلغ عدد الأسر 292 أسرة كانت نسبة 32.5% منها لديها أطفال تحت سن الثامنة عشر تعيش معهم، وبلغت نسبة الأزواج القاطنين مع بعضهم البعض 29.5% من أصل المجموع الكلي للأسر، ونسبة 17.8% من الأسر كان لديها معيلات من الإناث دون وجود شريك، وكانت نسبة 42.8% من غير العائلات. تألفت نسبة 31.8% من أصل جميع الأسر من أفراد ونسبة 6.5% كانوا يعيش معهم شخص وحيد يبلغ من العمر 65 عاماً فما فوق. وبلغ متوسط حجم الأسرة المعيشية 3.08، أما متوسط حجم العائلات فبلغ 2.40.
بلغ العمر الوسطي للسكان 32 عاماً. وكانت نسبة 28.6% من القاطنين تحت سن الثامنة عشر، وكانت نسبة 9.9% بين الثامنة عشر والأربعة وعشرون عاماً، ونسبة 34.0% كانت واقعةً في الفئة العمرية ما بين الخامسة والعشرون حتى والأربعة وأربعون عاماً، ونسبة 21.1% كانت ما بين الخامسة والأربعون حتى الرابعة والستون، ونسبة 6.4% كانت ضمن فئة الخامسة والستون عاماً فما فوق. يوجد لكل 100 أنثى 99.4 ذكر، ويوجد لكل 100 أنثى في الثامنة عشر من عمرها فما فوق 107.5 ذكر.
بلغ متوسط دخل الأسرة في المدينة 31,136 دولار، أما متوسط دخل العائلة فبلغ 35,893 دولار. وكان متوسط دخل الذكور 28,375 دولار مقابل 25,500 دولار للإناث. وسجل دخل الفرد الخاص بالمدينة 15,588 دولار. وكانت نسبة 20.1% من العائلات ونسبة 19.4% من السكان تحت خط الفقر، وكان من هؤلاء نسبة 29.6% تحت سن الثامنة عشر ونسبة 17.2% في الخامسة والستين من العمر وما فوق.

### تعداد عام 2010
بلغ عدد سكان لاندوفر هيلز 1,687 نسمة بحسب تعداد عام 2010، وبلغ عدد الأسر 496 أسرة وعدد العائلات 381 عائلة مقيمة في البلدة. في حين سجلت الكثافة السكانية 5,623.3 نسمة لكل ميل مربع (2,171.2/كم2). وبلغ عدد الوحدات السكنية 549 وحدة بمتوسط كثافة قدره 1,830.0 لكل ميل مربع (706.6/كم2).
وتوزع التركيب العرقي للبلدة بنسبة 22.1% من البيض و 1.4% من الأمريكيين الأصليين و 1.4% من الأمريكيين ذوي الأصول الآسيوية و 43.3% من الأمريكيين الأفارقة و 4.4% من عرقين مختلطين أو أكثر.
بلغ عدد الأسر 496 أسرة كانت نسبة 48.0% منها لديها أطفال تحت سن الثامنة عشر تعيش معهم، وبلغت نسبة الأزواج القاطنين مع بعضهم البعض 49.4% من أصل المجموع الكلي للأسر، ونسبة 21.2% من الأسر كان لديها معيلات من الإناث دون وجود شريك، بينما كانت نسبة 6.3% من الأسر لديها معيلون من الذكور دون وجود شريكة وكانت نسبة 23.2% من غير العائلات. تألفت نسبة 19.4% من أصل جميع الأسر من أفراد ونسبة 5.2% كانوا يعيش معهم شخص وحيد يبلغ من العمر 65 عاماً فما فوق. وبلغ متوسط حجم الأسرة المعيشية 3.78، أما متوسط حجم العائلات فبلغ 3.40.
بلغ العمر الوسطي للسكان 31.3 عاماً. وكانت نسبة 29.2% من القاطنين تحت سن الثامنة عشر، وكانت نسبة 10% بين الثامنة عشر والأربعة وعشرون عاماً، ونسبة 31.9% كانت واقعةً في الفئة العمرية ما بين الخامسة والعشرون حتى والأربعة وأربعون عاماً، ونسبة 23.4% كانت ما بين الخامسة والأربعون حتى الرابعة والستون، ونسبة 5.5% كانت ضمن فئة الخامسة والستون عاماً فما فوق. وتوزع التركيب الجنسي للسكان بنسبة 50.1% ذكور و49.9% إناث.

## وصلات خارجية
- Town of Landover Hills, Maine
- The US50 - Cities and Towns in Maryland State
- Maryland Cities and Towns, Facts, Map, Flag, Colleges, Government, and More